# Megupsilon aporus
Megupsilon aporus är en fiskart som beskrevs av Miller och Walters 1972. Megupsilon aporus ingår i släktet Megupsilon och familjen Cyprinodontidae. Inga underarter finns listade i Catalogue of Life.